# Tennevoll
Tennevoll is een plaats in de Noorse gemeente Lavangen, provincie Troms. Tennevoll telt 264 inwoners (2007) en heeft een oppervlakte van 0,48 km².
Het dorpje is gelegen aan het begin van het Lavangenfjord die tezamen met het Grovfjord verderop uitkomt in het grote Astafjord.